# Antoni Konopelski
Antoni Jerzy Konopelski (ur. 14 czerwca 1929 we Lwowie, zm. 28 lutego 1977 w Krakowie) – polski piłkarz, obrońca. 

## Kariera piłkarska
Przygodę z piłką nożną zaczynał w Koronie Kraków. Następnie został zawodnikiem I-ligowej Garbarni Kraków. Nie jest znana data jego debiutu ligowego na szczeblu I ligi. Pierwszą bramkę w I lidze zdobył 20 marca 1955 w meczu Garbarnia - Gwardia Warszawa (2:0). Jego ostatni występ w barwach Garbarni przypadł na wyjazdowy mecz ze Stal Sosnowiec (2:5), w którym zdobył 2 bramki. Ciekawostką jest fakt, że był to historycznie ostatni mecz Garbarni w I lidze, a sam występ Konopelskiego był meczem przeciwko jego przyszłemu pracodawcy. I tak w 1957 r. został właśnie piłkarzem sosnowieckiej Stali. W tej drużynie debiutował 26 maja 1957 w meczu Ruch Chorzów - Stal (6:2), w którym zdobył też pierwszego gola w barwach Stali. 26 października 1958 w meczu Stal - Cracovia (1:4) zagrał po raz ostatni w drużynie z Sosnowca.
I właśnie Cracovia została jego nowym klubem. Pierwszy występ w barwach Pasów rozegrał 5 kwietnia 1959 w meczu Legia Warszawa - Cracovia (1:1). Pierwszy gol Konopelskiego dla Cracovii padł 6 czerwca 1959 w meczu Cracovia - Pogoń Szczecin (3:5). W 1962 r. spadł z drużyną do II ligi.

Rekordzista ekstraklasy: pięciokrotnie zaliczył spadki z najwyższej ligi (1951 i 1956 z Garbarnią, 1958 ze Stalą, 1959 i 1962 z Cracovią).

### Statystyki piłkarskie
W I lidze rozegrał 121 meczów i zdobył 10 bramki jako zawodnik trzech klubów:
- Włókniarz i Garbarnia Kraków – 52 mecze, 7 bramek
- Stal Sosnowiec – 36 meczów, 2 bramki
- Cracovia - 33 mecze, 1 bramka

W II lidze - brak danych - jako zawodnik Garbarni Kraków i Cracovii

| Sezon | Klub             | Liga          | Mecze | Gole | Uwagi             |
| ----- | ---------------- | ------------- | ----- | ---- | ----------------- |
| 1951  | Włókniarz Kraków | I liga        | 8     | 0    | spadek do II ligi |
| 1951  | Włókniarz Kraków | Puchar Polski | 2     | 0    | ćwierćfinał       |
| 1952  | Włókniarz Kraków | II liga       | ?     | ?    |                   |
| 1953  | Włókniarz Kraków | II liga       | ?     | ?    |                   |
| 1954  | Włókniarz Kraków | II liga       | ?     | ?    | awans do I ligi   |
| 1954  | Garbarnia Kraków | Puchar Polski | ?     | 0    | ćwierćfinał       |
| 1955  | Garbarnia Kraków | I liga        | 22    | 2    |                   |
| 1955  | Garbarnia Kraków | Puchar Polski | 1     | 0    |                   |
| 1956  | Garbarnia Kraków | I liga        | 22    | 5    | spadek do II ligi |
| 1957  | Stal Sosnowiec   | I liga        | 15    | 2    |                   |
| 1958  | Stal Sosnowiec   | I liga        | 21    | 0    | spadek do II ligi |
| 1959  | Cracovia         | I liga        | 12    | 1    | spadek do II ligi |
| 1960  | Cracovia         | II liga       | ?     | ?    | awans do I ligi   |
| 1961  | Cracovia         | I liga        | 17    | 0    |                   |
| 1962  | Cracovia         | I liga        | 4     | 0    | spadek do II ligi |
| 1962  | Cracovia         | Puchar Polski | 1     | 0    | półfinał          |
|       | suma             | II liga       | ?     | ?    |                   |
|       | suma             | I liga        | 121   | 10   |                   |
|       | suma             | Puchar Polski | ?     | 0    |                   |
|       |                  |               |       |      |                   |

## Kariera reprezentacyjna
W reprezentacji zagrał tylko raz: 4 listopada 1956 Polska wygrała z Finlandią 5:0.
| l.p. | Data             | Miejsce | Gospodarz | Przeciwnik | Rezultat | Rozgrywki  | Grał | Uwagi | Zawodnik klubu   |
| ---- | ---------------- | ------- | --------- | ---------- | -------- | ---------- | ---- | ----- | ---------------- |
| 1.   | 4 listopada 1956 | Kraków  | Polska    | Finlandia  | 5:0      | towarzyski | 90'  |       | Włókniarz Kraków |

## Sukcesy
- półfinał Pucharu Polski 1962 z Cracovią
- awans do I ligi 1954 z Włókniarzem Kraków, 1960 z Cracovią

## Życie prywatne
Z zawodu technik planista. Jego żona - Aleksandra Konopelska - była pomysłodawczynią nazwy krakowskiego czasopisma sportowego "Tempo".

Pochowany na Cmentarzu Podgórskim w Krakowie (kwatera IIIa-8-1).

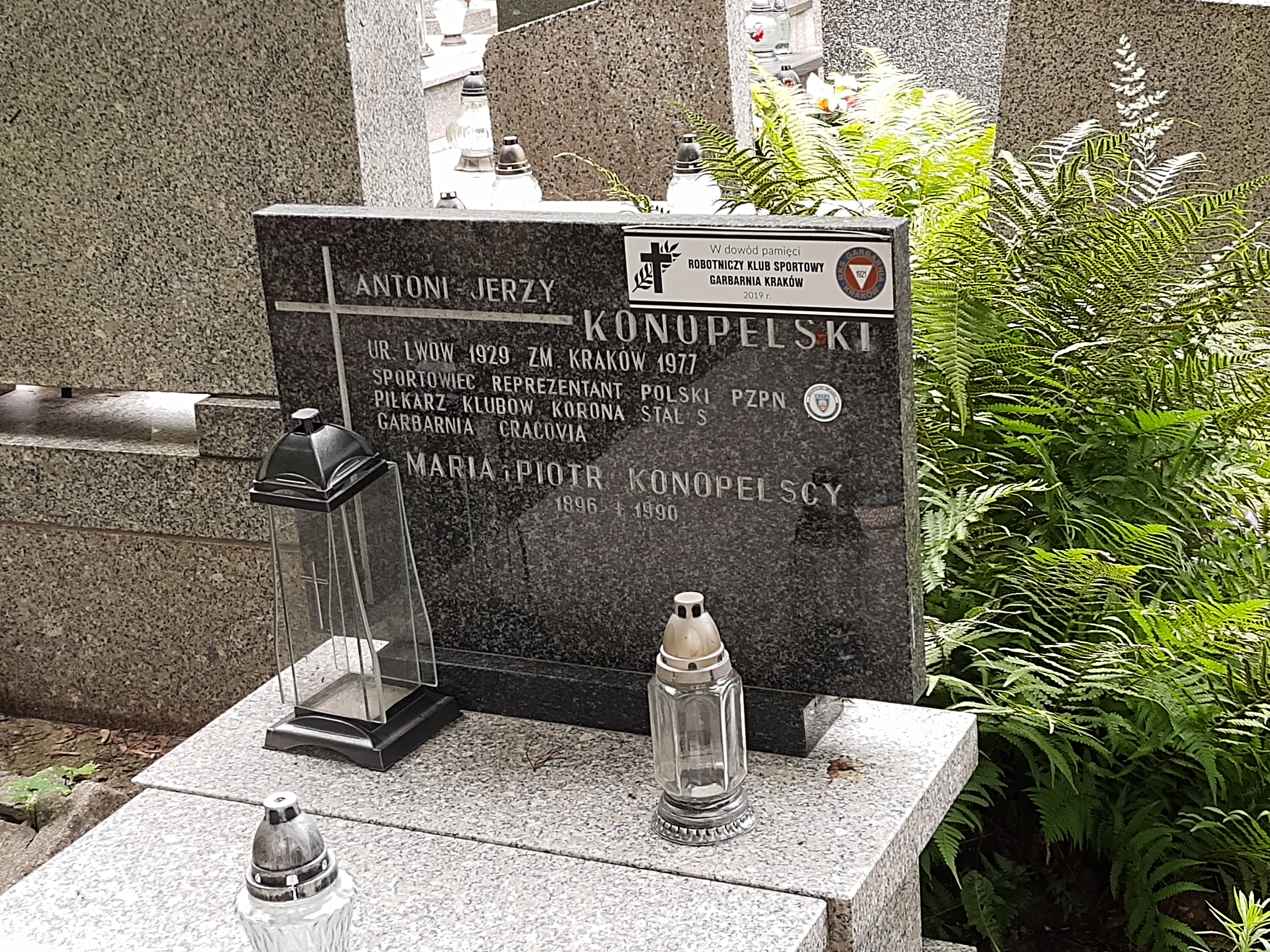
Grób Antoniego Konopelskiego na Cmentarzu Podgórskim